# Cēsis
Cēsis (Ausspracheⓘ, deutsch Wenden, livisch Venden, estnisch Võnnu, altostslawisch Кесь, russisch Цесис, polnisch Kieś) ist eine Stadt im Norden Lettlands. Sie liegt auf Hügeln und Terrassen oberhalb der Gauja am nördlichen Ausgang des Nationalparks Gauja.

## Geschichte

### Mittelalter
Cēsis wurde 1224 erstmals urkundlich erwähnt. Zwischen 1281 und 1284 wurde die St.-Johannis-Kirche erbaut. Die Lage am Fluss Gauja und an der Handelsstraße Riga–Pleskau förderte die schnelle Entwicklung zu einer blühenden Handelsstadt. Die Kaufleute der Stadt bildeten die Große Gilde, die Handwerker die Kleine Gilde. Im 14. Jahrhundert trat Cēsis der Hanse bei. Der Marktplatz und die Kirche bildeten den Stadtmittelpunkt. Bernd von der Borch, der Landmeister des Deutschen Ordens in Livland, gewährte der Stadt Wenden das Recht, Münzen zu prägen; so wurde sie – neben Riga, Reval und Dorpat – zur vierten Münzstätte in Livland. Eine Mauer aus Dolomit mit acht Türmen und fünf Toren umgab Stadt und Burg.

### Neuzeit
Im Jahre 1524 wurde der erste lutherische Gottesdienst in Cēsis gehalten. 1561 unterstellten sich die livländischen Stände, darunter die Stadt Cēsis, angesichts der russischen Bedrohung dem polnischen König Sigismund II. August. Dieser sicherte ihnen dafür im Privilegium Sigismundi Augusti freie Religionsausübung, die Selbstverwaltung nach deutschem Recht („Teutsche Magistrat“) und das Indigenat (die Besetzung der Ämter mit Einheimischen) zu. Sein Nachfolger König Stephan Báthory hielt sich nicht daran, er versuchte, Livland zu rekatholisieren. 1582 gründete er das katholische Bistum Wenden.
1590 wurde in Cēsis eine der ältesten baltischen Brauereien gegründet. Zwischenzeitlich wurde die Stadt zur Hauptstadt einer Woiwodschaft im nunmehrigen Herzogtum Livland, nachdem Fürst Sigismund III. Wasa im Jahre 1598 Livland für Polen-Litauen erworben hatte. 1621 wurde Cēsis vom schwedischen König Gustav II. Adolf erobert. 1671 und 1748 wurde die Stadt durch Großfeuer erheblich zerstört.
In der zweiten Hälfte des 19. Jahrhunderts erfuhr Cēsis eine wirtschaftliche und kulturelle Blüte. Dazu trugen unter anderem der Bau der Fernstraße zwischen Rīga und Pleskau (lett.: Pleskava) bei, die 1868 Cēsis erreichte, sowie die Fertigstellung der Eisenbahnlinie Rīga–Valka 1889. Die Ronneburger (lett.: Raunas) Straße zwischen Bahnhof und Altstadt wurde als breite Prachtstraße angelegt mit dem Haus der lettischen Gesellschaft (Architekt: A. Malvess; Nr. 10), dem Gebäude des örtlichen Gerichts (Architekt: P. Mengelis; Nr. 14) sowie anderen wichtigen Gebäuden. Als Zeitung für die Stadt und ihr Umland erschien von 1884 bis zum Ersten Weltkrieg der Wendensche Anzeiger.
Die Schlacht bei Cēsis, bei der Letten und Esten im Juni 1919 den deutschen Truppen eine Niederlage zufügten, war ein entscheidendes Ereignis im lettischen Unabhängigkeitskrieg.
Cēsis entwickelte sich auch zum Kurort. Vornehme Sommerhäuser und Sanatorien wurden nahe der Gauja gebaut, darunter Cīrulīši nahe der Svētavots-Höhle, deren Quelle Heilkräfte zugeschrieben werden. Cēsis wirbt mit seiner erhaltenen Altstadt und ist Ausgangspunkt für Fahrten in den umgebenden Nationalpark. 2007 wurden aus Anlass der 800-Jahr-Feier zahlreiche Gebäude restauriert.

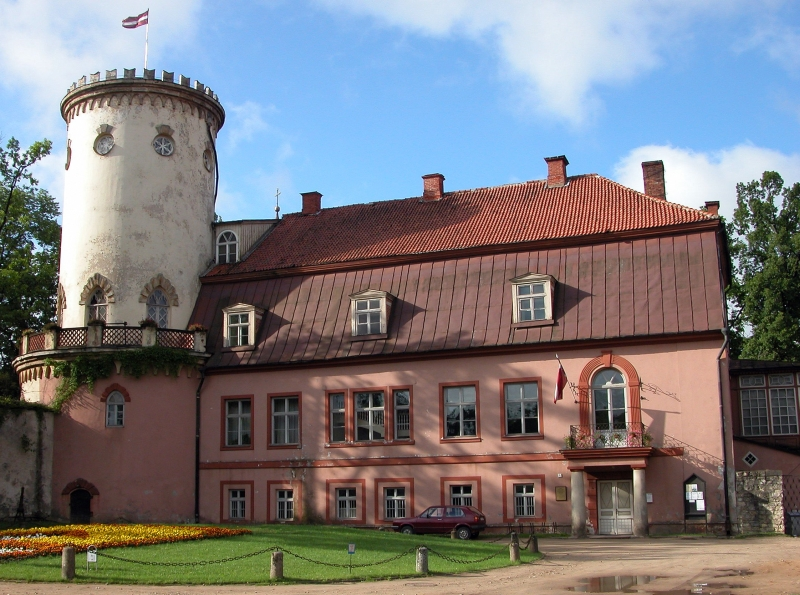
Neues Schloss

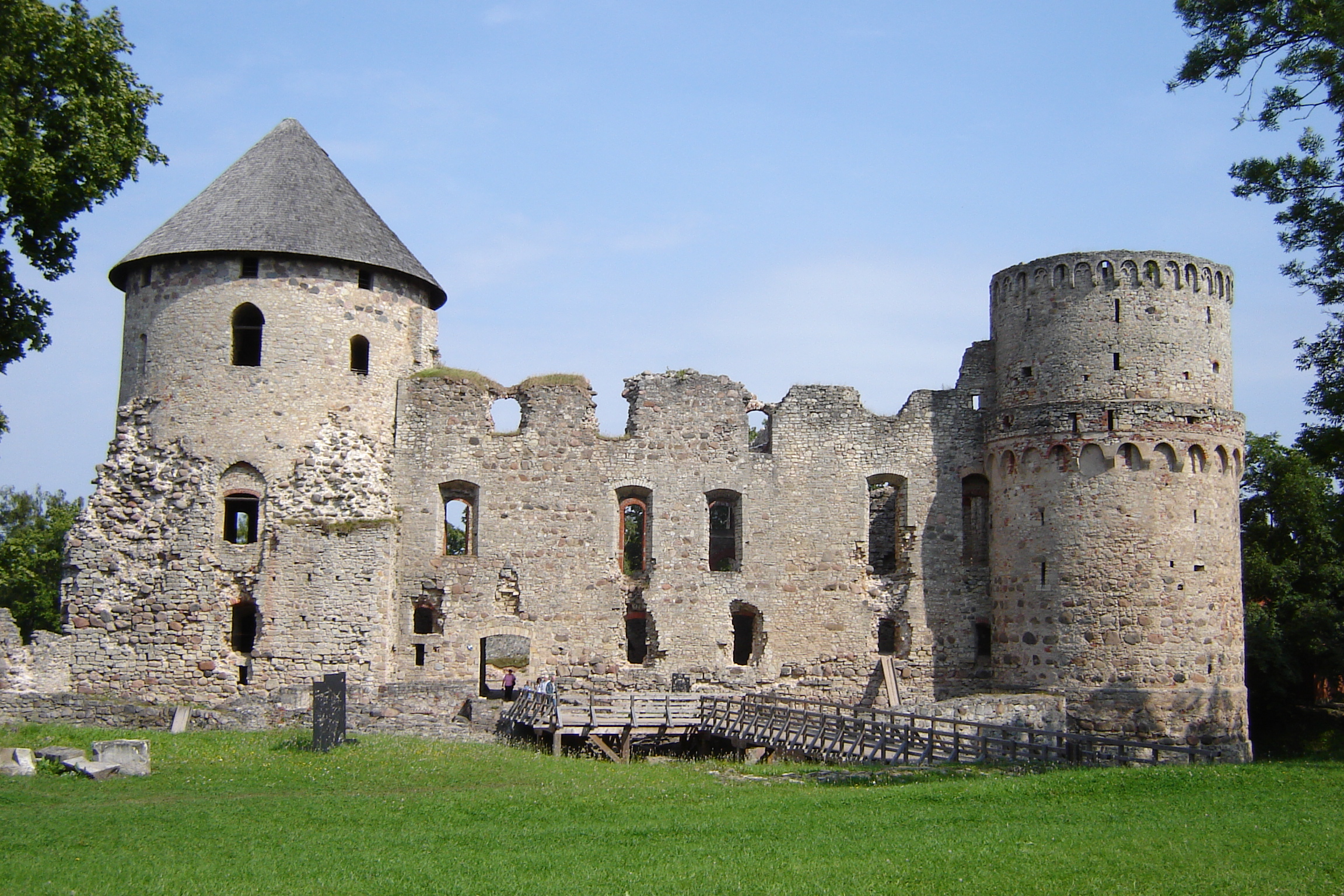
Ruine der Ordensburg

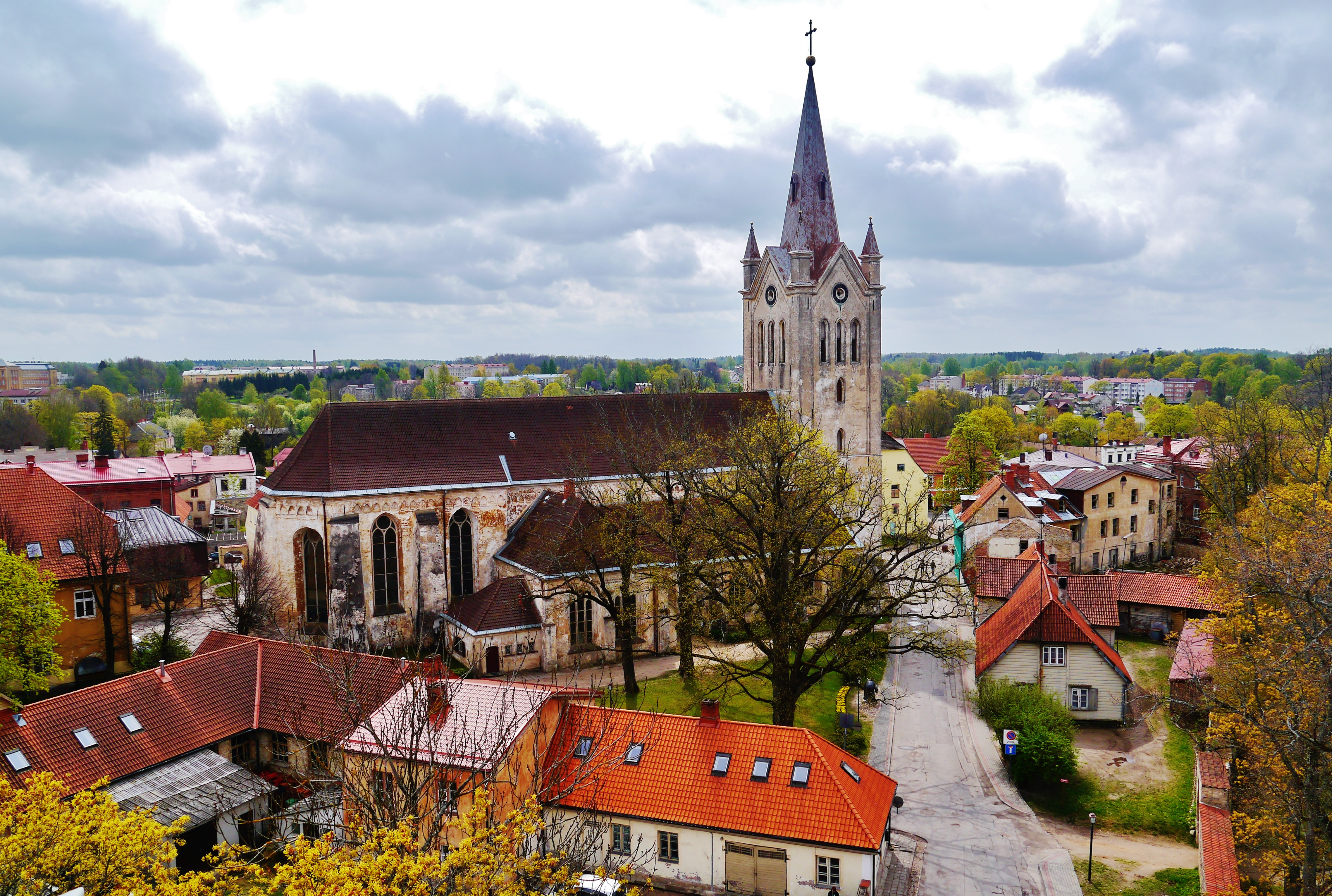
Johannis-Kirche

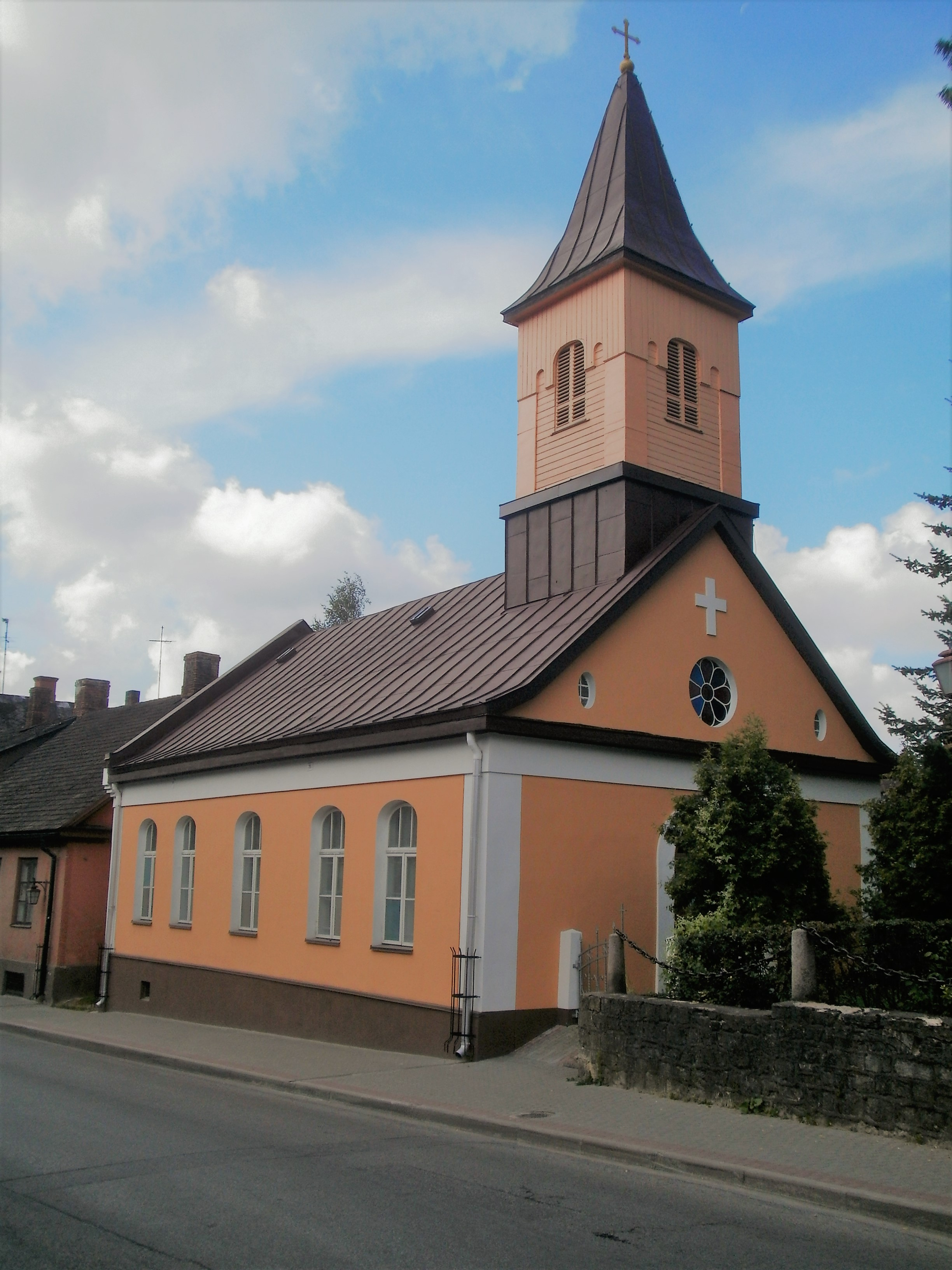
Katholische Kirche

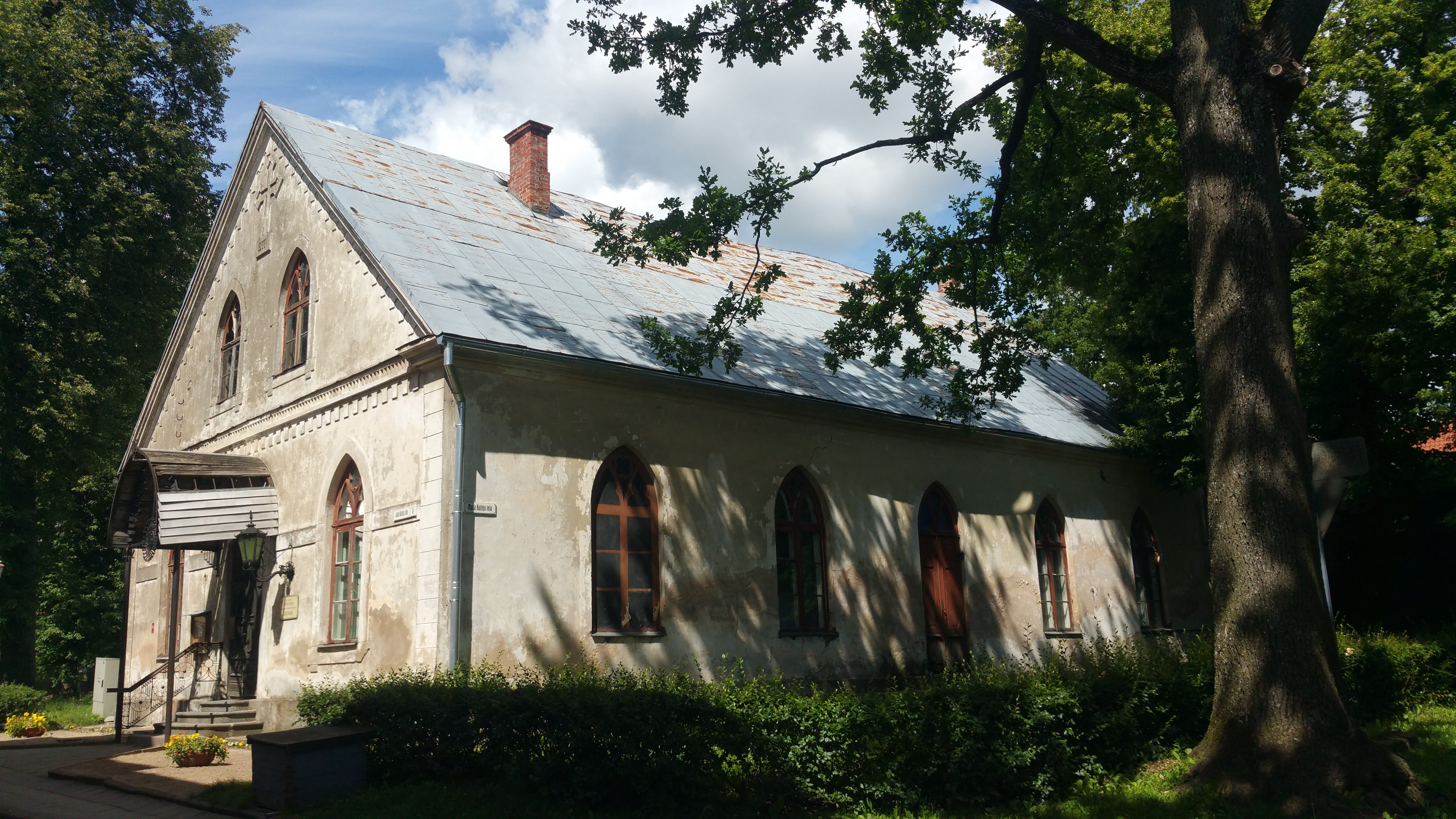
Annakirche

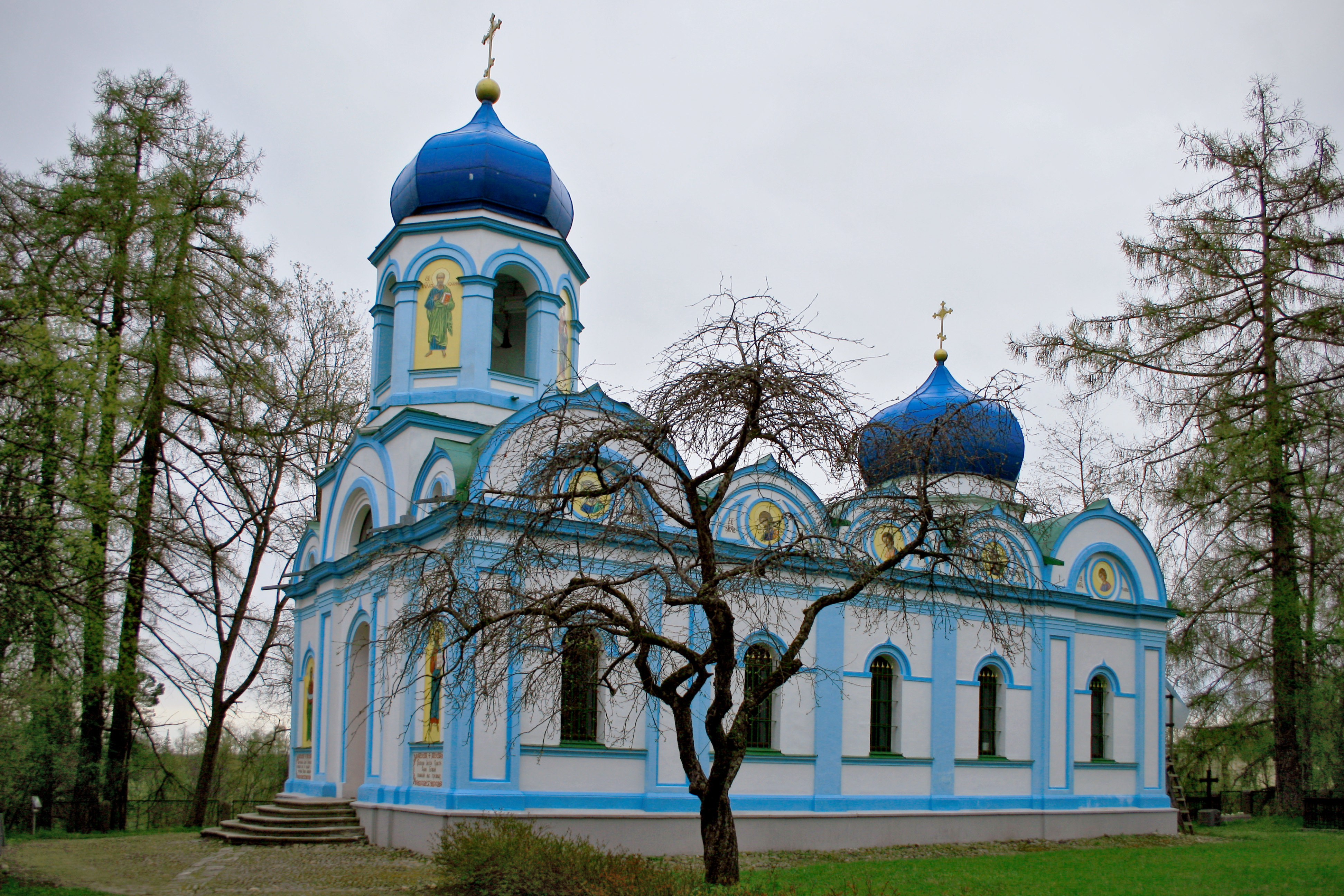
Orthodoxe Kirche

Siegesdenkmal

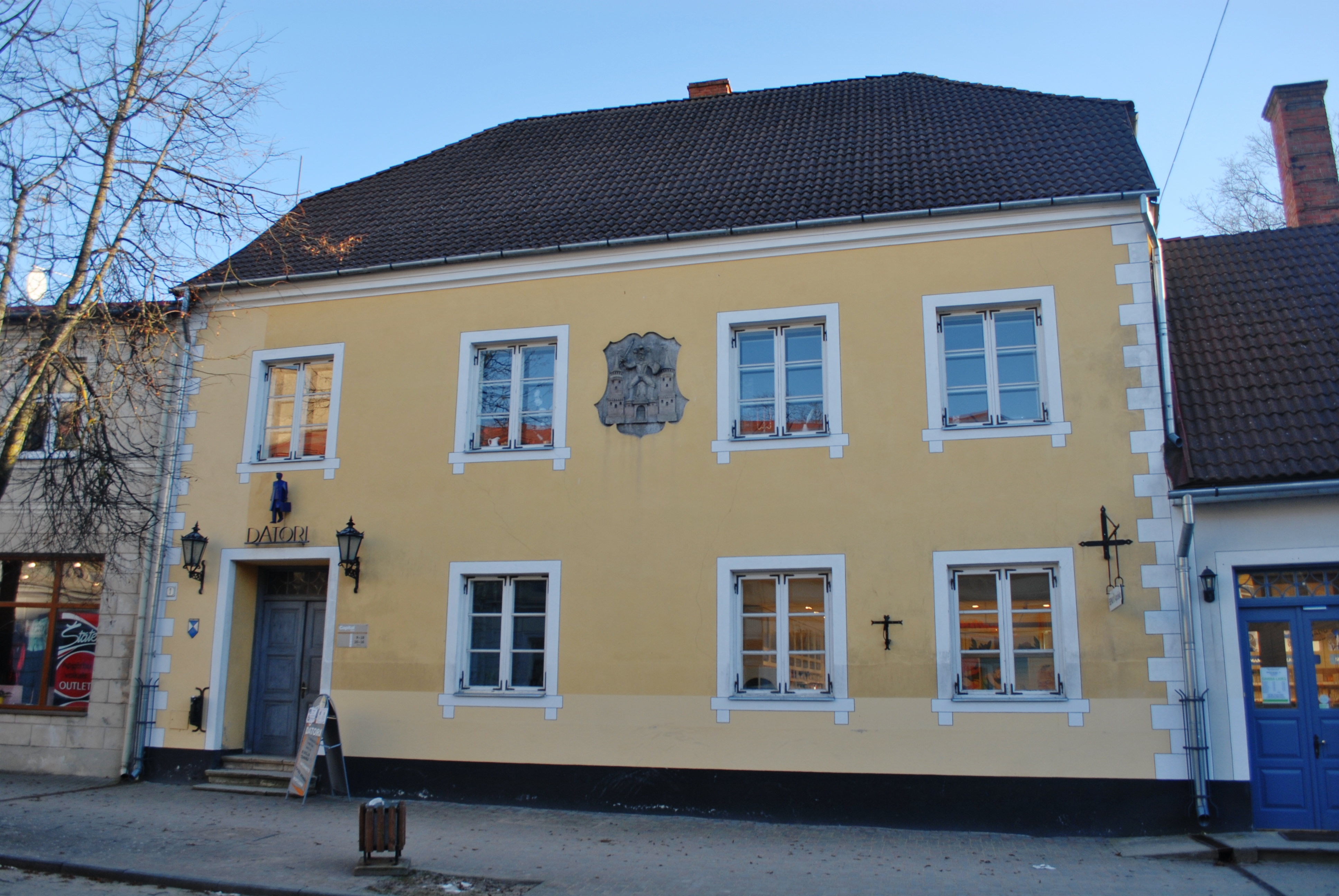
Altes Rathaus von Cēsis

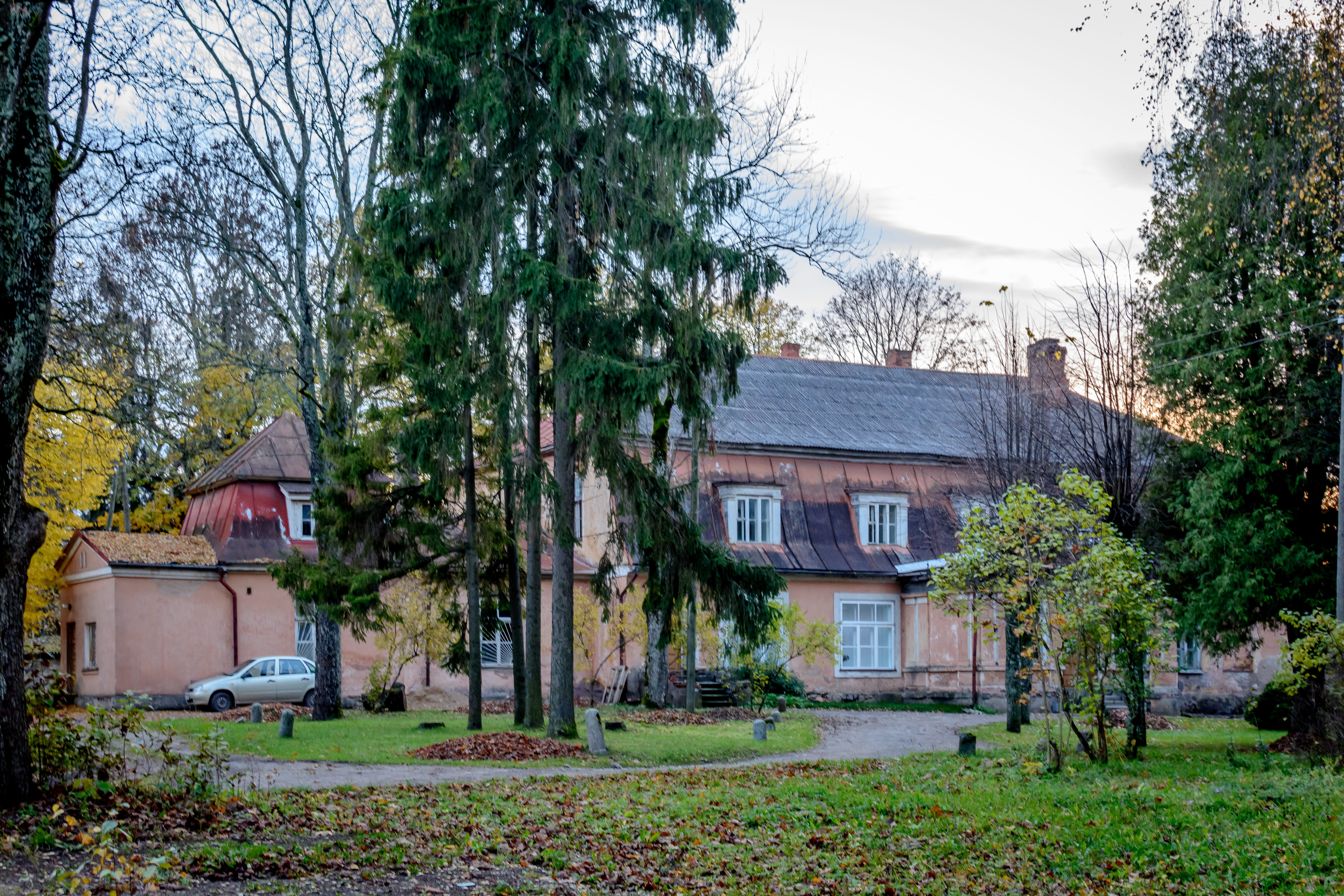
Herrenhaus Rutsky

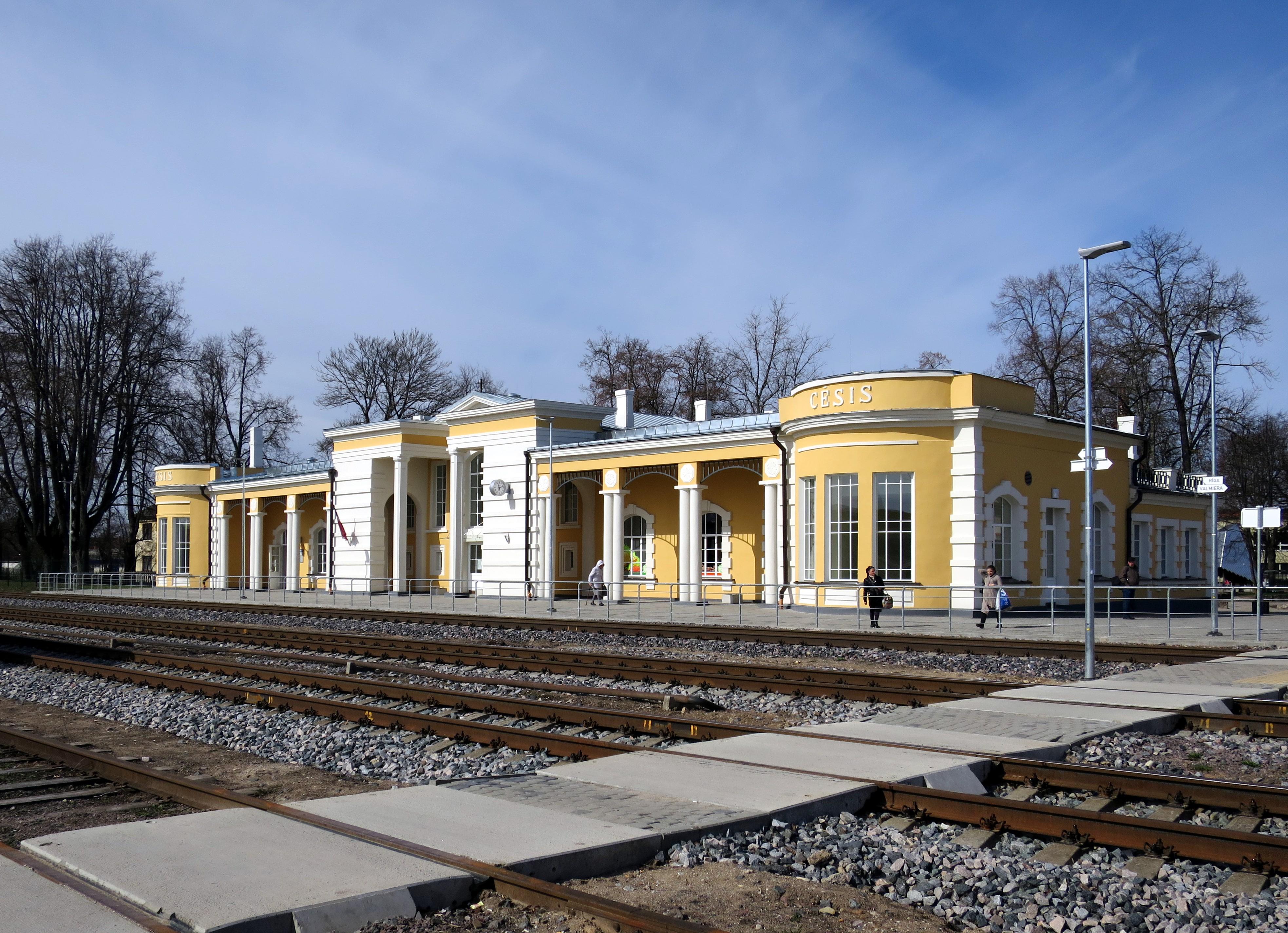
Bahnhof Cesis

## Sehenswürdigkeiten

### Der Schlosspark mit Burghügel und Ruinen
Die älteste Siedlung in Cēsis war eine hölzerne Befestigungsanlage der Lettgallen auf einem Hügel im heutigen Schlosspark.
Deutsche Kreuzritter des Schwertbrüderordens begannen nach 1212 mit dem Bau der Burg Wenden nahe der alten Holzburg. Nachdem die Ordensburg aus Stein mit ihren drei befestigten Vorburgen vergrößert und befestigt worden war, diente sie mit verschiedenen Unterbrechungen von 1237 bis 1561 als Wohnsitz des livländischen Landmeisters des Deutschen Ordens und war somit einer von dessen Hauptsitzen. 1577 sprengte sich die Besatzung mitsamt einem Teil der Burg in die Luft, als Cēsis von den Truppen Ivans des Schrecklichen belagert wurde. Die Anlage wurde danach wieder aufgebaut, im Großen Nordischen Krieg jedoch endgültig aufgegeben.
Bereits vom Ende des 16. Jahrhunderts an waren die Burggebäude den Erfordernissen eines landwirtschaftlichen Gutes angepasst worden. Nachdem das Anwesen 1755 von Johann Gottlieb von Wolff gekauft worden war, baute dessen Familie ein Herrenhaus als neues Wohngebäude im östlichen Bereich der Burg und integrierte darin die Reste eines alten Wehrturms. Als der Besitz 1777 durch den Grafen Karl von Sievers übernommen worden war, ließ dieser von 1812 bis 1815 westlich der Burg einen Landschaftsgarten anlegen. Dieser besitzt die üblichen romantischen Merkmale eines Gartens jener Zeit: gewundene Fußwege, fremdartige Pflanzen und einen Teich, in dem sich die Burgruine widerspiegelt.
Seit 1949 befindet sich das Geschichtsmuseum von Cēsis in dem „Neues Schloss“ genannten Herrenhaus des 18. Jahrhunderts. Der Vorhof des Neuen Schlosses ist von einem Kornspeicher und einer Remise umschlossen, Letztere beherbergt heute eine Ausstellungshalle des Museums. Neben dem Speicher befindet sich mit Cēsu alus die älteste Brauerei Lettlands. Sie wurde 1878 zur Zeit des Grafen Emanuel von Sievers gebaut. Brauer und Brauereien sind Cēsis schon seit der Ordenszeit nachgewiesen.

### Weitere Sehenswürdigkeiten
- Evangelisch-Lutherische Johanneskirche, Grundsteinlegung 1284
- Evangelisch-Lutherische St.-Anna-Kirche, erbaut 1887 im neugotischen Stil[13]
- Die katholische Christkönigskirche entstand 1928 durch Umbau eines Wohnhauses
- Orthodoxe Verklärungskirche, erbaut von 1842 bis 1845 im neobyzantinischen Stil
- In der Rīgas iela 7 befindet sich das alte Rathaus mit einem Anbau und einem Wachhaus, das ein Baudenkmal von nationaler Bedeutung ist. Es wurde im Jahr 1767 vom damaligen Stadtoberhaupt Cēsis Miķelis Kristaps Marnics erbaut und diente ab 1861 als Rathaus.[14]
- Siegesdenkmal im Stadtzentrum (Uzvaras piemineklis Cēsīs) zur Würdigung des Sieges der verbündeten lettischen und estnischen Truppen über die Baltische Landeswehr in der Schlacht von Wenden 1919, ursprünglich 1924 errichtet, 1951 gesprengt und 1998 rekonstruiert
- Herrenhaus Rutzky (Ruckas muiža) in der Piebalgas ielā 19. Das Gut Rutsky wurde erstmals im Jahre 1577 als Teil des Landbesitzes des Bürgermeisters von Cēsis Sebastian Detmer in schriftlichen Quellen erwähnt. Die heutigen Gebäude wurden im 18. Jahrhundert erbaut. Der Name des Guts leitet sich von den polnischen Adeligen Rutzky ab, die das Gut 1584 erworben haben. Heute befindet sich dort das Kunstzentrum Ruckas mākslas rezidenču centrs.[15]

## Wiege der lettischen Nationalflagge
Nach Überlieferungen wurde hier einst der lettische König Visvaldis im Kampf gegen fremde Eindringlinge verwundet. Als er sich auf die weiße Flagge der Kapitulation legte und starb, färbte sein Blut die Fahne rechts und links seines Körpers in tiefem Rot. Da, wo der Körper des Königs lag, blieb das Banner weiß. Seit 1270 ist das rot-weiß-rote Banner schriftlich bezeugt.
Nach 1870 wurde es zur lettischen Nationalflagge.

## Wirtschaft
Die in Cēsis ansässige Brauerei AS Cēsu alus geht auf das Jahr 1590 zurück und ist die größte Brauerei Lettlands, die im Jahr 2018 64 % des in Lettland produzierten Biers herstellte.

## Verkehr
Cēsis hat einen Bahnhof an der Bahnstrecke von Riga nach Valmiera und Valka. Als Bahnhof Wenden an der Eisenbahnlinie von Riga nach Pskow 1889 eröffnet wurde er 1919 in Bahnhof Cēsis umbenannt. 1944 wurde das ursprüngliche Empfangsgebäude von 1889 zerstört und 1946 ein Neubau im Stil des Sozialistischen Klassizismus der Stalinzeit errichtet. Ähnliche Bahnhofsgebäude befinden sich in Ogre und Sigulda.

## Städtepartnerschaften
Es besteht seit 1992 eine Städtepartnerschaft zwischen Cēsis und Achim (Weser) in Deutschland. Weitere Städtepartnerschaften werden seit 1991 mit Tyresö (Schweden) und Venafro (Italien), seit 2000 mit Rokiškis (Litauen) unterhalten.

## Seen und Flüsse

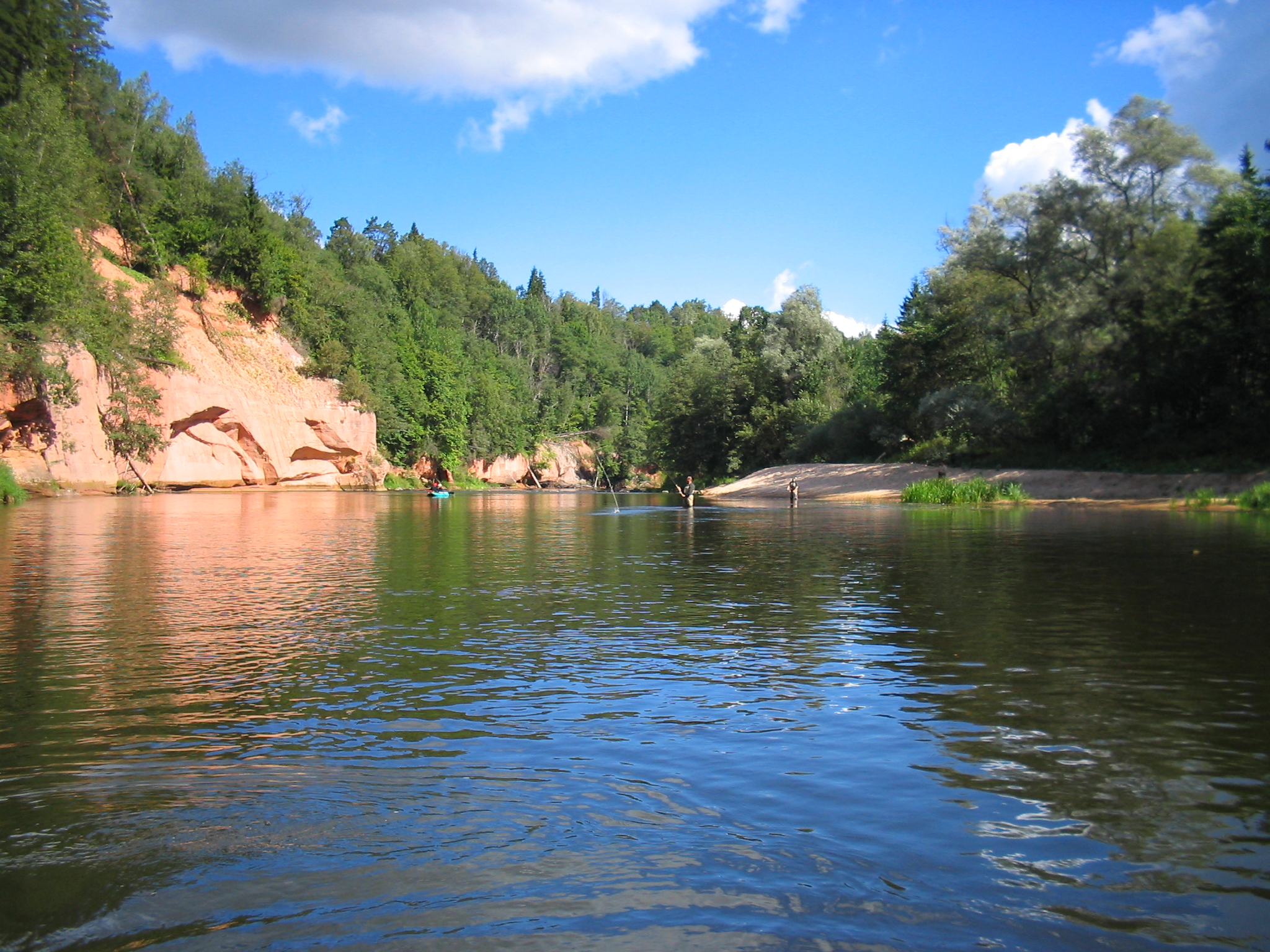
Gauja bei Cesis

Die Gauja fließt etwa 3 km westlich von Cēsis.

## Verwaltungsbezirk Cēsu novads
2009 bildete sich zusammen mit der Landgemeinde Vaive der Verwaltungsbezirk Cēsu novads.

## Söhne und Töchter der Stadt
- Johann Graf von Sievers (1778–1827), russischer General
- Emanuel Graf von Sievers (1817–1909), russischer Senator und Oberhofmeister
- Heinrich Leonhard Adolphi (1852–1918), deutsch-baltischer Pastor und Schachkomponist, evangelisch-lutherischer Märtyrer
- Alfrēds Kalniņš (1879–1951), Komponist
- Kissa von Sievers, geb. Katharina von Sievers (1889–nach 1919), kaiserlich-russisches Hoffräulein und Schauspielerin
- Max Hildebert Boehm (1891–1968), Soziologe
- Maximilian Boehm (1859–1944), Philologe, Pädagoge
- Eduard Erdmann (1896–1958), deutscher Pianist und Komponist
- Wilhelm Lenz (1906–1976), deutsch-baltischer Historiker
- Adolf Rüütel (1906–1981), estnischer Fußballnationalspieler
- Artēmijs Podnieks (1908–1971), Basketball- und Fußballspieler
- Arnolds Rubenis (1910–2002), Fußballspieler und -funktionär
- Anita Stukāne (* 1954), sowjetische Weitspringerin
- Laima Vaikule (* 1954), Sängerin
- Edvīns Ķeņģis (* 1959), Schachspieler
- Ingrīda Amantova (* 1960), sowjetische Rennrodlerin
- Pauls Bankovskis (1973–2020), Schriftsteller, Journalist und Publizist
- Armands Uščins (* 1973), Handballspieler
- Vita Heine (* 1984), lettisch-norwegische Radrennfahrerin
- Gerda Krūmiņa (* 1984), Biathletin
- Laura Avena (* 1991), Volleyball- und Beachvolleyballspielerin
- Baiba Bendika (* 1991), Biathletin
- Kristaps Porzingis (* 1995), Basketballer
- Vineta Pētersone (* 1999), BMX-Rennfahrerin
- Renārs Uščins (* 2002), deutscher Handballspieler
- Estere Volfa (* 2005), Skilangläuferin